# Liste der denkmalgeschützten Objekte in Feldkirchen bei Graz
Die Liste der denkmalgeschützten Objekte in Feldkirchen bei Graz enthält die 10 denkmalgeschützten, unbeweglichen Objekte der Gemeinde Feldkirchen bei Graz im steirischen Bezirk Graz-Umgebung.

## Denkmäler
| Foto |                 | Denkmal                                                                          | Standort                                          | Beschreibung | Metadaten |
| ---- | --------------- | -------------------------------------------------------------------------------- | ------------------------------------------------- | --- | --- |
| ja   | Datei hochladen | Friedhof mit Ummauerung und Kreuzigungsgruppe HERIS-ID: 99417 Objekt-ID: 115549  | Kirchengasse 4 Standort KG: Lebern                | Die lebensgroße barocke Kreuzgruppe aus Stein ist aus dem 2. Viertel des 18. Jahrhunderts. | BDA-Hist.: Q37774076 Status: § 2a Stand der BDA-Liste: 2025-06-30 Name: Friedhof mit Ummauerung und Kreuzigungsgruppe GstNr.: .1, .2                         |
| ja   | Datei hochladen | Pfarrhof HERIS-ID: 99418 Objekt-ID: 115550                                       | Kirchengasse 4 Standort KG: Lebern                | | BDA-Hist.: Q37774085 Status: § 2a Stand der BDA-Liste: 2025-06-30 Name: Pfarrhof GstNr.: .2                                                                  |
| ja   | Datei hochladen | Pesthügel Trattenstraße HERIS-ID: 105879 Objekt-ID: 122965                       | Kreuzung Trattenstraße / B 67 Standort KG: Lebern | Der kleine Kapellenbildstock, der „Maria zur immerwährenden Hilfe“ gewidmet ist, wird mit 1713 bezeichnet. | BDA-Hist.: Q37806513 Status: § 2a Stand der BDA-Liste: 2025-06-30 Name: Pesthügel Trattenstraße GstNr.: 686/2, .107                                          |
| ja   | Datei hochladen | Feldkirchner Hof HERIS-ID: 99433 Objekt-ID: 115567                               | Triester Straße 32 Standort KG: Lebern            | | BDA-Hist.: Q37774131 Status: Bescheid Stand der BDA-Liste: 2025-06-30 Name: Feldkirchner Hof GstNr.: 80                                                      |
| ja   | Datei hochladen | Röm. Meilenstein HERIS-ID: 99432 Objekt-ID: 115566                               | bei Triester Straße 51 Standort KG: Lebern        | Der römische Meilenstein wurde 1937 in Feldkirchen gefunden. Er steht heute vor dem Gemeindeamt. | BDA-Hist.: Q37774121 Status: § 2a Stand der BDA-Liste: 2025-06-30 Name: Röm. Meilenstein GstNr.: 758/3                                                       |
| ja   | Datei hochladen | Röm. Meilenstein HERIS-ID: 99431 Objekt-ID: 115565                               | bei Triester Straße 55 Standort KG: Lebern        | Der römische Meilenstein wurde 1937 in Feldkirchen gefunden. Er steht heute vor der Neuen Mittelschule Feldkirchen. | BDA-Hist.: Q37774111 Status: § 2a Stand der BDA-Liste: 2025-06-30 Name: Röm. Meilenstein GstNr.: 758/3                                                       |
| ja   | Datei hochladen | Bildstock und Pesthügel HERIS-ID: 99435 Objekt-ID: 115569                        | Wagnitzstraße Standort KG: Wagnitz                | | BDA-Hist.: Q37774142 Status: § 2a Stand der BDA-Liste: 2025-06-30 Name: Bildstock und Pesthügel GstNr.: 284                                                  |
| ja   | Datei hochladen | Kath. Pfarrkirche hl. Johannes der Täufer HERIS-ID: 51036 Objekt-ID: 56589       | Standort KG: Lebern                               | Sie ist die älteste Kirche des Grazer Feldes. Urkundlich erwähnt wird sie 1144, ein Wiederaufbau nach einem Brand erfolgte 1532–1545, der Turm wurde nach einem Blitzschlag 1660–1663 erneuert und erhielt 1745 eine Erhöhung und seine Zwiebelhaube. Das Langhaus ist dreijochig mit zum Teil romanischen Mauern, der Chor ist einjochig mit 5/8-Schluss und Netzrippengewölbe. Das Langhaus weist Rippen auf Halbsäulen vor eingezogenen Strebepfeilern auf, die Wappenschildkonsolen im Chor entsprechen. Die Maßwerkfenster wurden 1879 erneuert. Die stichkappentonnengewölbte Sakristei nördlich des Chores ist barock. Die Ausstattung stammt teilweise aus dem 18., teilweise aus dem 19. Jahrhundert. | BDA-Hist.: Q2319402 Status: § 2a Stand der BDA-Liste: 2025-06-30 Name: Kath. Pfarrkirche hl. Johannes der Täufer GstNr.: .1 Pfarrkirche Feldkirchen bei Graz |
| ja   | Datei hochladen | Gedenkstein für vier Husaren und drei Dragoner HERIS-ID: 99423 Objekt-ID: 115557 | Standort KG: Lebern                               | Der Gedenkstein in Form eines Säulenfragments bezieht sich auf eine militärische Begegnung während des Fünften Koalitionskrieges 1809. Auf dem Friedhof sind drei französische Dragoner und vier österreichische Husaren bestattet. | BDA-Hist.: Q37774093 Status: § 2a Stand der BDA-Liste: 2025-06-30 Name: Gedenkstein für vier Husaren und drei Dragoner GstNr.: 1426                          |
| ja   | Datei hochladen | Friedhofskapelle HERIS-ID: 99424 Objekt-ID: 115558                               | Standort KG: Lebern                               | Das Ossarium wurde 1936 vom Bundesheer erbaut, für den Entwurf, Planung und Bauleitung war Oberleutnant Heimo Herzeg verantwortlich. Die Einweihung erfolgte am 23. Juni 1937. Hier ruhen die sterblichen Überreste von 1767 ruthenischen Männern, Frauen und Kindern, die zwischen 4. September 1914 und 1. September 1917 im k.k. Zivilinterniertenlager Thalerhof starben. | BDA-Hist.: Q37774102 Status: § 2a Stand der BDA-Liste: 2025-06-30 Name: Friedhofskapelle GstNr.: 1423/1 Friedhofskapelle Feldkirchen bei Graz                |